# Socket 478

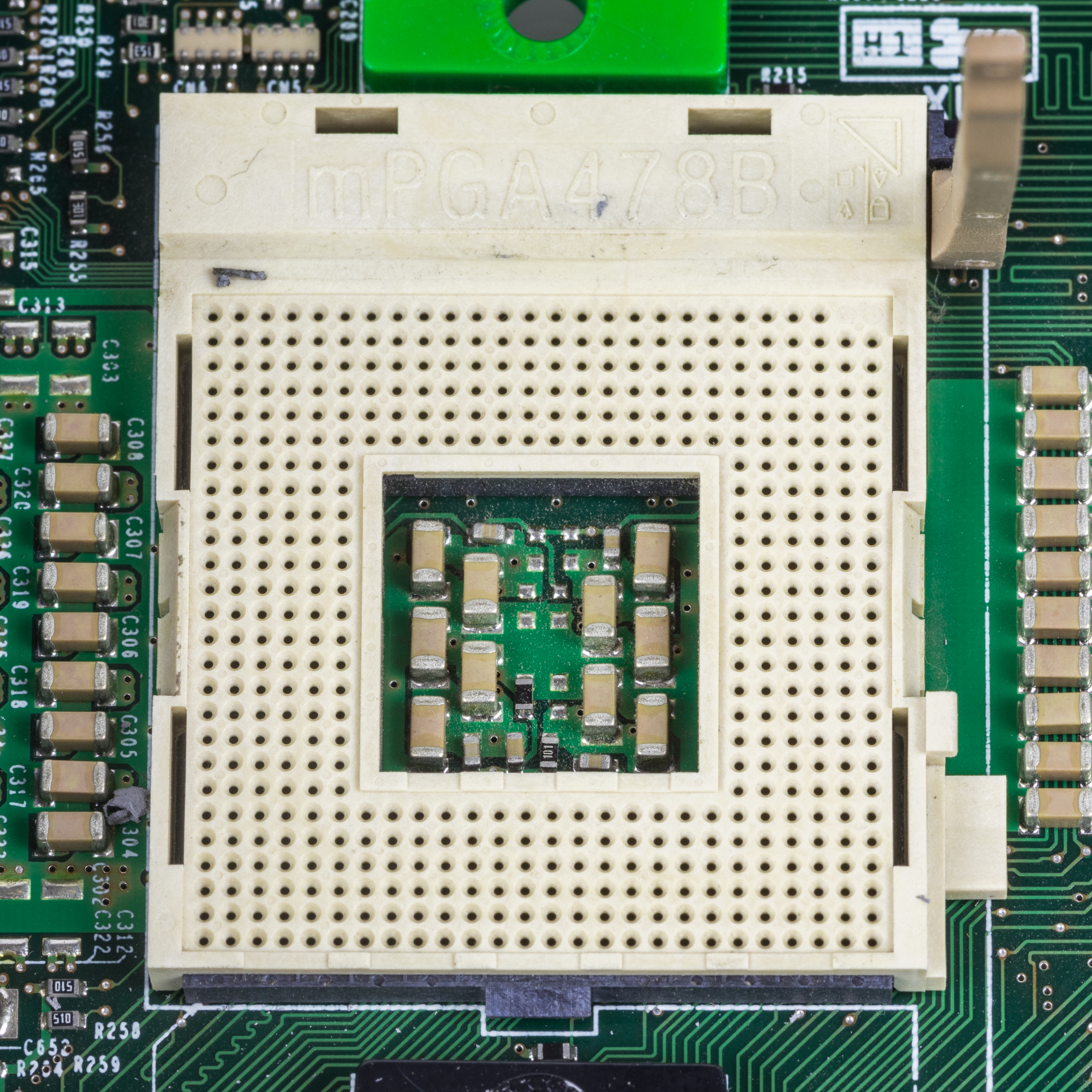
Socket 478

Socket 478 är en processorsockel avsedd att användas tillsammans med Pentium 4 och Celeron processorer. Efterföljaren till Sockel 478 kallas LGA 775.